# Pic Colter
Pour les articles homonymes, voir Colter.
Le pic Colter (en anglais : Colter Peak) est un sommet montagneux situé dans le parc national de Yellowstone, dans le comté de Park au Wyoming aux États-Unis. Il culmine à une altitude de 3 259 m.
Le pic Colter a été gravi pour la première fois en 1870 par Gustavus Cheyney Doane et Nathaniel P. Langford lors de l'expédition Washburn-Langford-Doane. Langford en profita pour élaborer la première carte détaillée du lac Yellowstone le 7 septembre 1870. Henry Washburn, le chef de l'expédition, nomma le pic en l'honneur de Doane et Langford. Pour des raisons inconnues, le géologue Ferdinand V. Hayden utilisa ces noms pour des pics plus au nord lors du Hayden Geological Survey (en) en 1871 (mont Doane et mont Langford). En 1888, le deuxième directeur du parc, Philetus Norris, lui attribua le nom de mont Forum pour des raisons inconnues. Le pic est officiellement nommé par Arnold Hague en 1885 en référence à John Colter, considéré comme le premier homme blanc à avoir visité la région de Yellowstone.

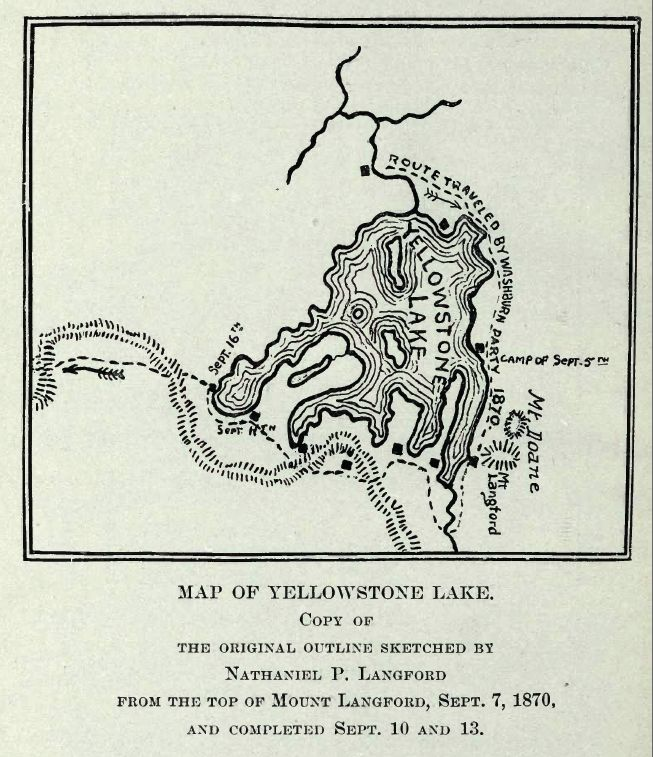
Carte originale du lac Yellowstone réalisée depuis le pic Colter par Nathaniel P. Langford en 1870.